# Core Image
Core Image è una nuova tecnologia integrata nel macOS che viene utilizzata dal sotto sistema grafico Quartz Extreme. Questa tecnologia consente di utilizzare la scheda grafica per l'elaborazione di effetti grafici sgravando il processore dall'elaborazione degli stessi. Nel caso che il computer non sia dotato di una scheda grafica con processore grafico compatibile o moderno Core Image utilizzerà l'unità AltiVec del processore per eseguire le elaborazioni grafiche. In caso di sistemi SMP Core Image è in grado di suddividere il carico di lavoro tra i vari processori.
In una dimostrazione avvenuta nell'agosto del 2004 avvenuta al Worldwide Developers Conference veniva mostrato come delle immagini fossero elaborate con dei filtri in tempo reale senza utilizzare il processore per le elaborazioni. La tecnologia Core Image è formata da una serie di API grafiche che verranno utilizzate dai programmi per eseguire le trasformazioni grafiche. Queste API includono diversi filtri e diverse trasformazioni tridimensionali e bidimensionali.

## Core Video
Funziona in congiunzione con Core Image ed è ottimizzato per utilizzare il codec H.264. Come Core Image consente di eseguire delle trasformazioni e delle manipolazioni grafiche ma invece di agire sulle immagini agisce sulle animazioni in tempo reale.
Queste tecnologie dipendono molto dalla "prestanza" della scheda grafica e possono sgravare molto il carico del processore dato che vengono utilizzate dalla tecnologia Quartz e di conseguenza tutta l'interfaccia grafica si avvantaggerà delle tecnologie Core Image e Core Video. Insieme alla tecnologia Core Audio formano il nucleo del Mac OS X dedicato alla gestione dei flussi multimediali.
Da notare che Core Video non è una vera unità grafica quanto una pipeline grafica ottimizzata che collega QuickTime e il processore grafico della scheda grafica. Quindi nativamente non è in grado di eseguire elaborazioni ma si appoggia integralmente a Core Image e a QuickTime per le elaborazioni dei flussi video.